# Erik Belfrage (läkare)
Erik Gustaf Belfrage, född 25 juni 1879 i Göteborg, död 21 januari 1977 i Vasa församling i Göteborg, var en svensk läkare.

## Biografi
År 1898 avlade han studentexamen i Uppsala, 1908 medicine licentiat-examen och 1905 blev han underläkare vid Hålahults sanatorium, 1907–1908 amanuens vid polikliniken i Uppsala, 1906–1907 vid patologiska institutionen, 1908 vid Akademiska sjukhuset i Uppsala. Från 1909 var han praktiserande läkare i Göteborg. Han var medicine hedersdoktor.
Belfrage var ledamot av styrelsen för Föreningen för bistånd åt vanföra.

## Familj
Erik Belfrage var son till läkaren Fritz Belfrage och Hildur Belfrage, född Tranæus (1855–1948). Han gifte sig 1910 med Olga Almqvist (1879–1928), och med henne fick han barnen: läkaren Karl-Erik Belfrage, Ulla (född 1915) och Fritz (1917–1983). Från den 25 juni 1931 var han gift med första hustruns syster gymnastikdirektören Aina Almqvist (1885–1959), båda döttrar till direktör Sven Almqvist och Agnes Almqvist, född Norrman. Andra äktenskapet var barnlöst.
Erik Belfrage är begravd på Mariebergs kyrkogård i Göteborg.